# 栄養アセスメント
栄養アセスメント(えいよう-, Nutritional Assessment)とは、個人あるいは集団の栄養状態を種々の栄養指標を用いて客観的に評価することである。低栄養状態、特にタンパク質が不足した状態では易感染性や創傷治癒遅延などの不都合が生じることから、対象者の中から栄養不足状態にある患者を抽出し、適切な処置を行う必要がある。

## 栄養スクリーニング
栄養アセスメントはまずスクリーニングから始まる。つまり、問診・触診・視診・食事摂取量などにより栄養状態を調査していく。栄養スクリーニングには主観的包括的栄養評価法(SGA)が臨床でよく用いられている。SGAは身体測定や検査データを含まず最近の体重や食事摂取量の変化、身体所見などから栄養状態を評価する簡便な方法であり、患者を高度障害・中度障害・正常の3段階に分ける。客観的データ栄養評価法(ODA)は最近では使われており、両者をうまく活用することが必要である。